# Capo Bonavista
Il capo Bonavista è una lingua di terra situata sulla costa orientale di Terranova, in Canada, a nord della città di Bonavista.

## Storia

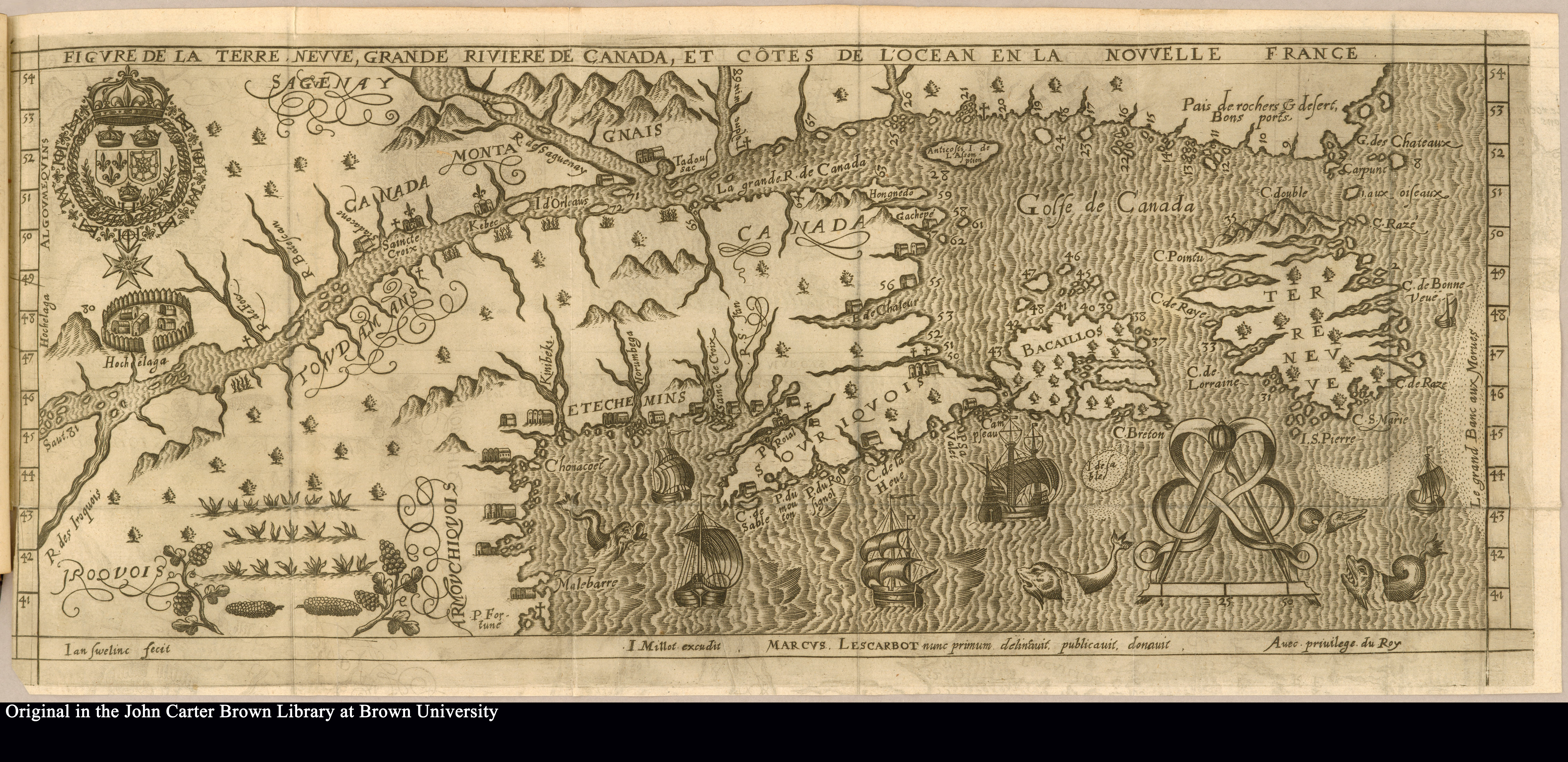
Figvre de la terre nevve, grande riviere de Canada, et côtes de l'ocean en la Novvelle France 1609, carta di Marc Lescarbot del 1609. È ben evidente la posizione del Cap de Bonne Veuë.

Il navigatore Giovanni Caboto vi si sarebbe avvicinato nel 1497.
Il capo è segnalato da un faro costruito nel 1843, riconosciuto luogo storico provinciale nel 1970.

## Galleria d'immagini

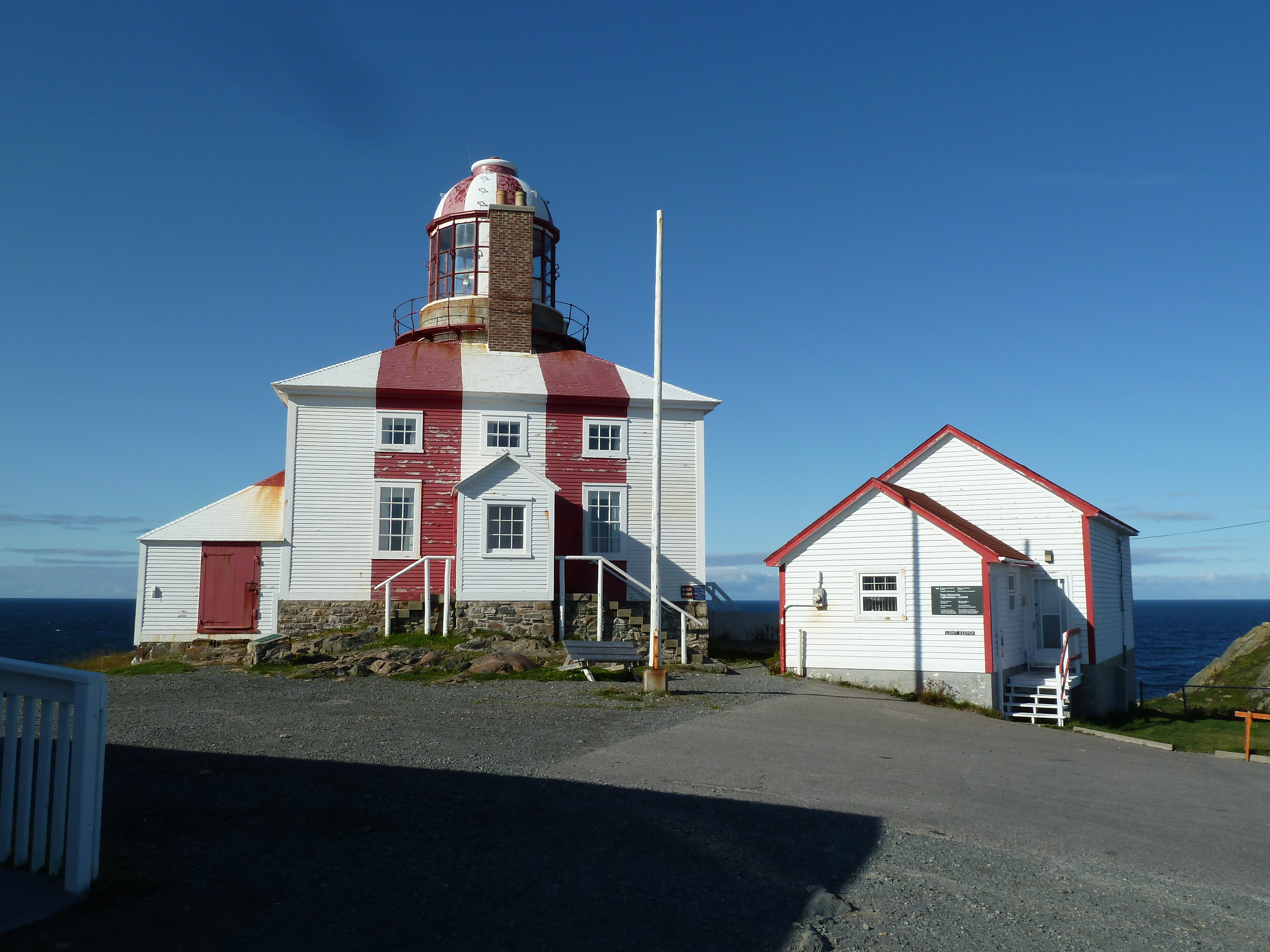
Il faro del capo Bonavista
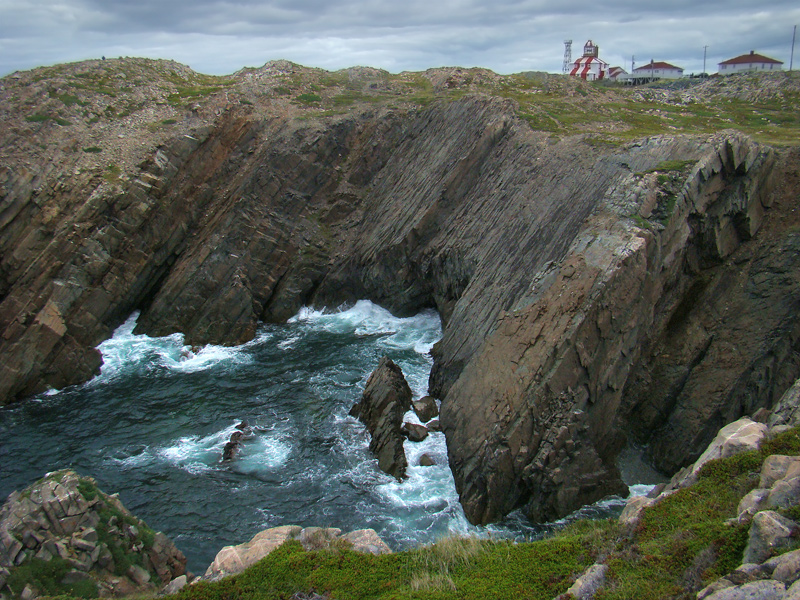
Le falesie nei pressi del capo Bonavista
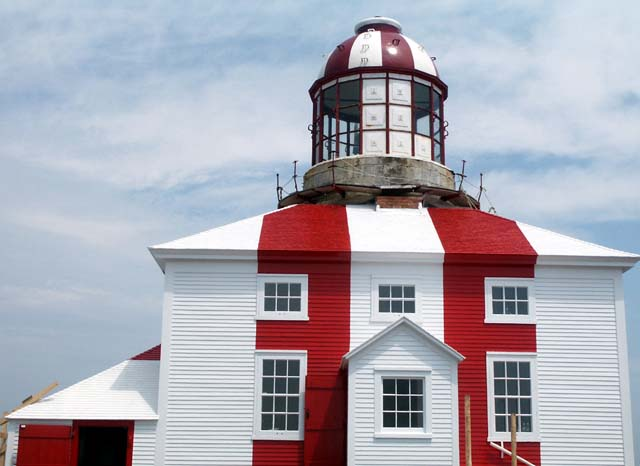
Il faro nel 2002